# 君塚信夫
君塚 信夫（きみづか のぶお、1960年3月 - ）は、日本の化学者。九州大学大学院工学研究院応用化学部門教授。同大学グローバルCOEプログラム「未来分子システム科学」拠点リーダー。科学技術振興機構（JST）戦略的創造研究推進事業CREST「ナノ界面技術の基盤構築」研究リーダーを兼任。福岡県出身。責任著者としてNature Materialsで発表した論文が後に研究不正で撤回された。研究内容は『金属有機構造体(MOF)における超低エネルギーでの光アップコンバージョン』であった。

## 来歴
福岡県生まれ。九州大学合成化学科に入学。大学4年時に国武豊喜教授研究室に配属される。同大学大学院博士課程に進学も、中途退学、同大学助手となる。その後、マインツ大学へ留学。国武教授退任後、同研究室を君塚研究室として継承。
- 1960年3月  福岡県生まれ
- 1982年3月  九州大学工学部合成化学科卒業
- 1984年3月  同大学大学院工学研究科合成化学専攻修士課程修了
- 1984年4月  同大学大学院工学研究科合成化学専攻 博士課程進学
- 1985年10月 同上退学
- 1990年11月 ドイツ連邦共和国マインツ大学博士研究員
- 1992年2月  九州大学工学部助教授
- 1999年4月  九州大学大学院工学研究科助教授
- 2000年4月  九州大学大学院工学研究院教授
- 2017年10月  日本学術会議会員

## 研究
初期には、脂質二分子膜形成に関する基礎研究および二分子膜中における色素会合体や、ハロゲン系・カルコゲン化物系半導体の構造制御とそれらの光学特性に関する研究に携わる。その後、超分子会合体の形成に関する基礎研究を展開し、超分子科学の発展に寄与した。自らの研究室を設立後は、金属錯体やナノ粒子を二分子膜でパッキングする手法を見出した。金属錯体については固体状態でしか発現できない特性を溶液中で展開させることや、ナノ粒子については溶液中で精密な1次元会合体を形成させることに成功した。現在は、錯体化学、超分子科学（分子組織化学）、金属・半導体ナノ材料（無機固体ナノ材料）を複合した新奇機能性材料など多彩な研究を展開している。

## 受賞歴
- 1993年 5月  高分子研究奨励賞（高分子学会）
- 1999年 3月  花王研究奨励賞（花王芸術・科学財団）
- 2003年 9月  高分子学会Wiley賞（高分子学会）
- 2007年 3月  日本化学会学術賞（日本化学会）
- 2012年 5月  高分子学会賞（高分子学会）
- 2013年 4月  平成25年度 科学技術分野の文部科学大臣表彰 科学技術賞（研究部門）